# 累子水库
累子水库是中国河北省保定市涞水县境内的一座水库，位于大清河系北易水河上，建于1958年。水库正常库容为510万立方米，集雨面积为25平方千米，海拔为64.29米。